# ダグラス・スミス (俳優)
ダグラス・スミス（Douglas Smith、1985年6月22日 - ）は、カナダの俳優。

## 出演作品
- パーシー・ジャクソンとオリンポスの神々/魔の海（タイソン）
- アンチヴァイラル（エドワード）
- しあわせの処方箋 シーズン1
- ＣＳＩ：８　科学捜査班
- ビッグ・ラブ シーズン1
- 女検死医ジョーダン シーズン5
- 女検察官アナベス・チェイス シーズン1
- ＣＳＩ：６　科学捜査班
- サタンクロース
- エバーウッド　遥かなるコロラド シーズン2
- コールドケース　迷宮事件簿
- ＣＳＩ：マイアミ2
- ルール5
- デス・キューブ
- エイリアニスト The Alienist（2018年） - マーカス・アイザックソン部長刑事